# Conrad Dietert
Conrad Dietert (* 5. Oktober 1844 in Neustadt (Brandenburg); † 15. September 1906 in Oldenburg) war ein deutscher Marineoffizier der Kaiserlichen Marine, zuletzt Konteradmiral.

## Leben
Conrad Dietert trat am 16. Juni 1860 als Kadettenaspirant in die Marine ein. Ab Ende Juni 1860 bis Ende September 1860 war er auf der Amazone. Vom 1. Oktober 1860, ab 23. September 1860 Volontärkadett, war er bis 23. Juni 1862 am Seekadetteninstitut, unterbrochen durch eine Zeit vom 21. Juni 1861 bis 27. September 1861 erneut auf der Amazone. Anschließend kam er bis Mitte Dezember 1864 erst auf die Gazelle, dann bis Mitte Mai 1865 auf die Victoria. Vom 16. Mai 1865 bis 2. April 1866 war er sowohl am Seekadetteninstitut als auch auf der Gefion. Zum 16. September 1865 erhielt er mit Rangdienstalter von 23. Juni 1862 das Patent als Seekadett. Am 14. November 1865 wurde er Unterleutnant zur See und erhielt am 17. Februar 1866 das Patent zum Dienstgrad.
Er kam als Wachoffizier auf die Wolf. Im April 1866 war er kurz Kommandant der Wolf und dies erneut im Oktober/November des gleichen Jahres. Zum 10. November 1866 verließ er das Schiff.
Als Leutnant zur See (Beförderung am 27. August 1867) wurde er zum 6. Juni 1871 als Inspektionsoffizier an die Marineschule kommandiert. Am 27. Februar 1872 wurde er Kapitänleutnant und war als solcher Führer der Handwerks-Kompanie der Werft.
Später wurde er Erster Offizier auf der Gazelle. Die Gazelle brachte eine astronomische Expedition unter der Leitung von Karl Börgen zur Beobachtung des Venustransits am 9. Dezember 1874 auf die Kerguelen und anschließend nach Mauritius. Expeditionsmitglieder waren neben Dietert der Direktor der Prager Sternwarte, Ladislaus Weinek, stellvertretender Leiter der astronomischen Expedition, der Astronom Arthur Wittstein, der Kapitänleutnant und spätere Konteradmiral Franz Strauch, der Kapitänleutnant und spätere Admiral Felix von Bendemann, der Kammer-Photograph H. Bobzin und der Mechaniker Carl Krille. Am 13. März 1877 wurde er zum Korvettenkapitän befördert und war 1880, bereits mit dem Kronen-Orden 4. Klasse ausgezeichnet, Artilleriedirektor der Kaiserlichen Werft Wilhelmshaven.
Als Korvettenkapitän war er von April 1882 bis September 1883 Kommandant der Nymphe. Am 13. März 1877 wurde er Kapitän zur See. Von Oktober 1884 bis April 1887 war er Kommandant der Hansa. In dieser Position erhielt er Mitte Januar 1886 den Roten Adlerorden 3. Klasse mit der Schleife verliehen.
Für den erneuten Indienststellungszeitraum vom 3. Mai 1887 bis 21. September 1887 war er Kommandant der Kaiser. Anschließend übernahm er bis Februar 1890 die Mars. Am 18. Februar 1890 wurde er zur Disposition gestellt unter Verleihung des Charakters als Konteradmiral gestellt.